# South Zanesville (Ohio)
South Zanesville est un village américain situé dans le comté de Muskingum, dans l'Ohio. Selon le recensement de 2010, sa population est de 1 989 habitants.